# Reserva Natural Serra da Malcata
Reserva Natural da Serra da Malcata är ett 16 348 hektar stort naturreservat beläget i Distrito da Guarda och Distrito de Castelo Branco i Portugal vid gränsen mot Spanien.
Naturreservatet bildades 1981 för att skydda det utrotningshotade iberiska lodjuret (Lynx pardinus), även kallad panterlo.

## Fauna
- blåskata (Cyanopica cyana)

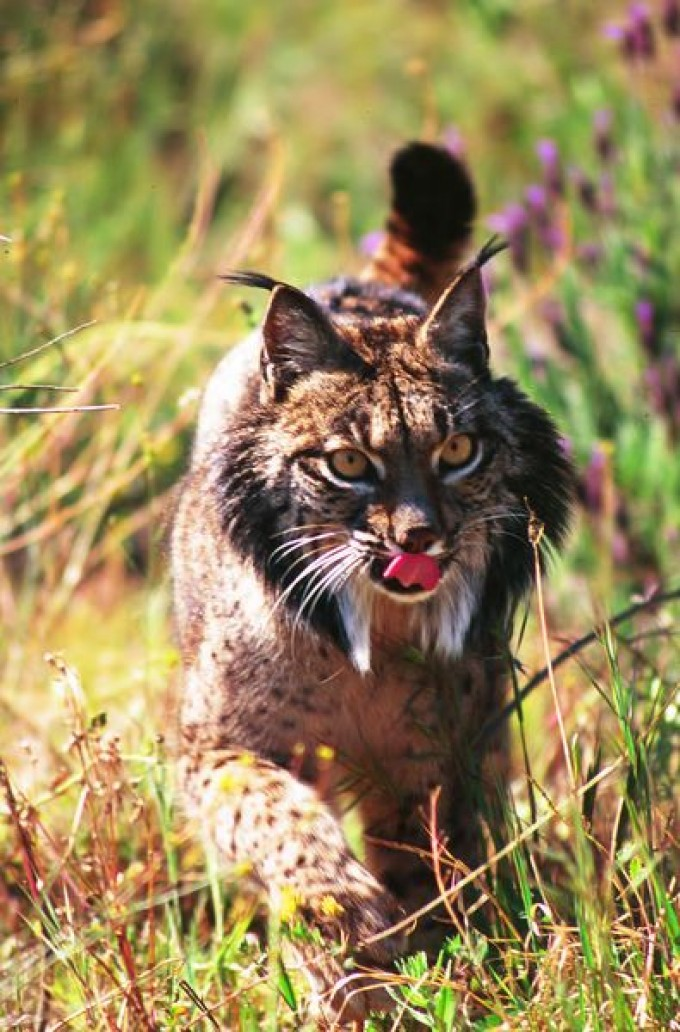
Iberiskt lodjur (Lynx pardinus)

- iberisk bäcksköldpadda (Mauremys leprosa)
- iberisk groda (Rana iberica)
- iberiskt lodjur (Lynx pardinus)
- iberisk varg (Canis lupus signatus)
- karp (Cyprinus carpio)
- rådjur (Capreolus capreolus)
- råttsnok (Elaphe scalaris)
- röd ekorre (Sciurus vulgaris)
- rödräv (Vulpes vulpes)
- strandpadda (Epidalea calamita)
- svart stork (Ciconia nigra)
- vanlig genett (Genetta genetta)
- vildkatt (Felis silvestris)
- vildsvin (Sus scrofa)
- öring (Salmo trutta)

## Flora
- klibbal (Alnus glutinosa)
- smalbladig ask (Fraxinus angustifolia)
- stenek (Quercus rotundifolia)
- svartek (Quercus pyrenaica)
- svartvide (Salix atrocinerea)
- vitvide (Salix salvifolia)